# Supernature (canción de Cerrone)
«Supernature» es la primera canción y tema que da nombre al álbum Supernature. Junto a «Give Me Love» y «Love is Here», esta canción alcanzó el primer puesto en los rankings disco/dance de los Estados Unidos en 1978. En agosto de 1978, alcanzó el puesto número 8 en el UK Chart tras ser usado en of en el programa de televisión The Kenny Everett Video Show. La letra fue escrita por una joven: Lene Lovich, aunque no está acreditada. La canción es de corte medioambiental, imaginando un futuro en el cual el uso de las sustancias químicas artificiales en agricultura, tiene un efecto que causa "criaturas bajo tierra" que emergen y "toman su dulce venganza" en contra de la humanidad. Se inspiró en La isla del doctor Moreau.
Pitchfork clasificó Supernature como la 187ª mejor canción de la década de 1970, afirmando que "introdujo una cepa sin precedentes de terror disco distópico. Ni Kraftwerk ni Bowie en su época berlinesa tuvieron un impacto inmediato en la pista de baile internacional tan profundo como Supernature. A medida que la canción se vuelve más siniestra, los monstruos mutantes se vengan hasta que la humanidad vuelve a un estado primitivo donde debe ganarse nuevamente su lugar".
Fue reversionada por Erasure en 1989 y por The Time Frequency en 1994 para su álbum de debut, Dominator.
Esta canción fue incluida en la ceremonia de apertura de los Juegos Olímpicos de Verano París 2024.